# Ad Hoc Committee on Slavery
Ad Hoc Committee on Slavery var en kommitté hos Förenta Nationerna (FN), bildad 1949 och verksam 1950-1951. Dess syfte var att undersöka förekomsten av slaveri och slavhandel. Den ledde till införandet av Supplementary Convention on the Abolition of Slavery 1956. 

## Historik
Den sammanställning av globalt slaveri som hade gjorts av Advisory Committee of Experts on Slavery 1934-1939, lade grunden för FN:s fortsatte arbete mot slaveri.
NF:s arbete mot slaveri togs upp under ledning av Charles Wilton Wood Greenidge från Anti-Slavery Society efter tre års lobbande då FN skapade FN:s Ad hoc committee on Slavery. Kommittéen sammanställdes 1949. Den invigdes vid Lake Success i februari 1950. 
Vid denna tid var den arabiska halvön den kanske enda del av jorden där slaveri fortfarande var lagligt. Den arabiska halvön försågs fortfarande med slavar genom slavhandeln på röda havet och, till mindre grad, slavhandeln på indiska oceanen.
Kommittéen lämnade in sin rapport till ECOSOC 1951. Rapporten publicerades 1953. Rapporten resulterade under ledning av Charles Wilton Wood Greenidge till skrivandet av en konvention 1954, som infördes som Supplementary Convention on the Abolition of Slavery 1956.